# Хаменгкубувоно VII
Хаменгкубувоно VII или Хаменгкубувана VII, (индон. Hamengkubuwono VII, Hamengkubuwana VII), также известен как Султан Нгабехи (индон. Sultan Ngabehi) и Султан Сугих (индон. Sultan Sugih) — седьмой султан Джокьякарты. Имя при рождении — Раден Мас Муртеджо (индон. Raden Mas Murtejo). Сын султана Хаменгкубувоно VI. Правил с 1877 по 1921 год.

## Внешняя политика
Имел награды Нидерландов, Сиама. 